# Pseudanophthalmus elongatus
Pseudanophthalmus elongatus är en skalbaggsart som beskrevs av Valentine. Pseudanophthalmus elongatus ingår i släktet Pseudanophthalmus och familjen jordlöpare. Inga underarter finns listade i Catalogue of Life.